# Les Rois de l'arnaque
Les Rois de l'arnaque est une mini-série documentaire française, réalisé par Guillaume Nicloux. Diffusée sur Netflix, la série sort sur la plateforme de vidéo à la demande.

## Synopsis
Grandeur et décadence de Mardoché Mouly, dit Marco Mouly, ayant habité Avenue Georges-Mandel, impliqué avec Arnaud Mimran et Grégory Zaoui, dans la Fraude à la TVA sur les quotas de carbone, et enfermé à la Prison de la Santé.